# 國民經濟恢復運動

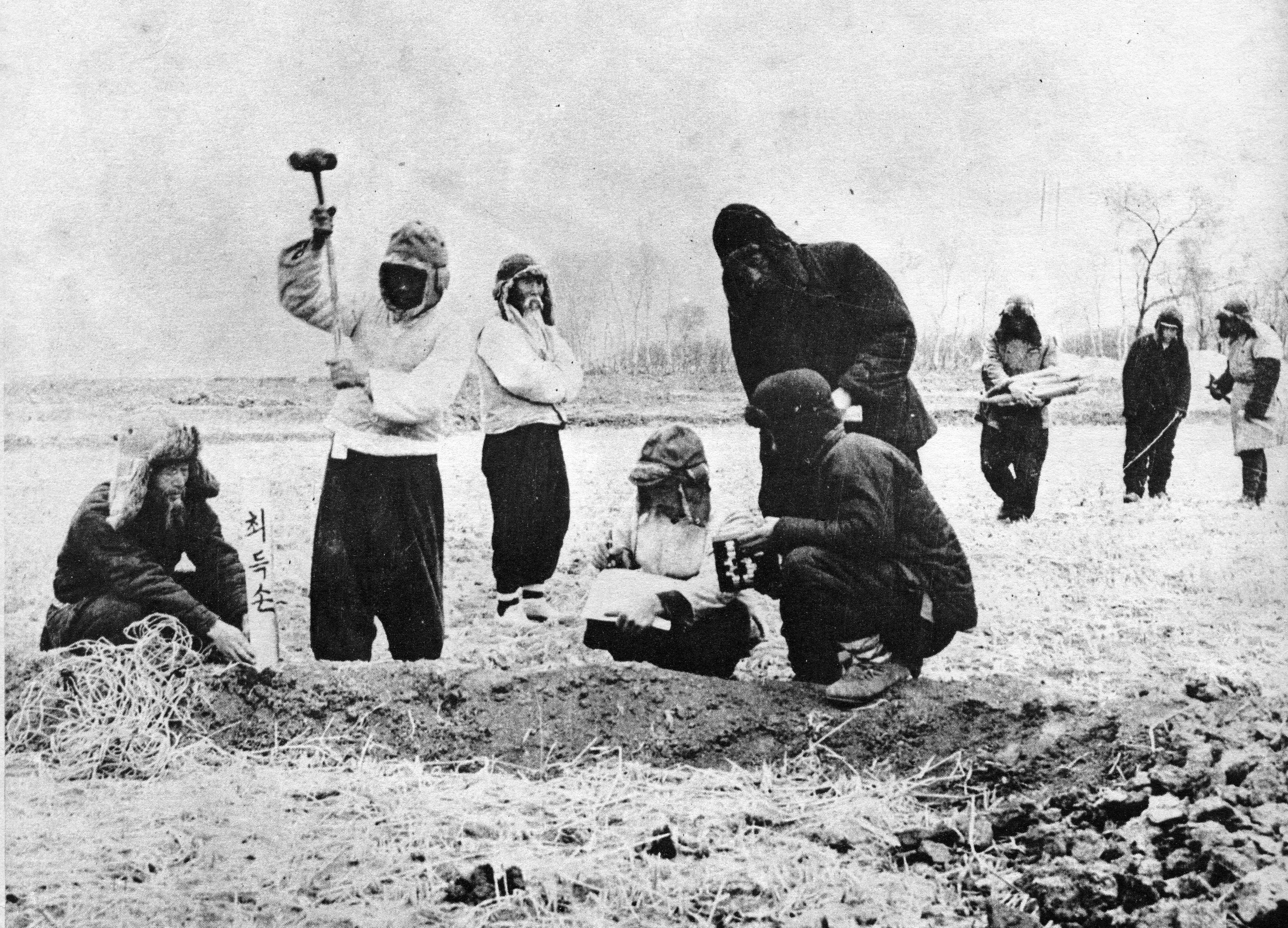
農村土地改革，國民經濟恢復運動的核心部分

國民經濟恢復運動，指1949年中華人民共和國成立至1952年間，中國共產黨領導下的中国政府爲鞏固自身統治地位從而實現政權的順利過渡，而進行的以土地改革运动爲核心的系列經濟建設運動，屬於“新民主主义改革和建设”工作的重要組成部分。

## 歷史背景
三大戰役後，南京國民政府軍隊主力被消耗殆盡，共計約154萬國民政府官兵被殲滅或俘虜，戰況激烈以至於破壞了大量公路、鐵路、商鋪、民宅等基礎設施及私人財產，雙方的武器、後備物資等的巨大投入更是直接導致經濟結構的失衡。中共領導下的解放軍取得渡江戰役的勝利後，進軍福建及華南、西南地區的條件得到大幅改善，加速了中國共產黨奪取全大陸治權的進程。1949年10月1日，中國共產黨領袖人物毛澤東宣佈成立中華人民共和國，維持國家財政平衡、恢復國民經濟隨之成爲當務之急。

## 過渡條件
1. 政權基本過渡：随着人民解放军的进军，各中共政權控制地区迅即建立临时的过渡性政权——军事管制委员会，镇压反對中共政府活动，接管国民党的一切公共机关，維持基層社会秩序，組建中共爲主導的地方政府。[5]到1951年9月底，大陸的行政区、省、直辖市、省辖市和县，以及直到基层的政权机构基本建立起来。
2. 經濟基礎過渡：中共領導下的國有主導经济，随着接管如南京、上海等城市过程中没收的官僚资本企业、外資企業等逐步建立起来。[6]到1950年初，合计接管官僚资本的工矿企业2800余家，金融企业2400余家，构成了中華人民共和国建国初期国营经济的主要部分。同时，中共政府要求废除美國等國家先前簽署條約而获取的大陸辦廠經營權和海關關稅權等，实行限制性對外貿易並加強外匯管理。[7]
3. 財政管制過渡：在中共政權控制下，以陈云为主任的中央财政经济委员会對原有市場價格體制进行了計劃性公有化改革。上海、武汉、广州等較晚受中共管轄的城市首先进行了取缔银元改革。随后，针对部分存在的囤积生活必需品等情况，大陸政府在全国范围内组织粮食、棉纱、棉布、煤炭的集中调运，控制市场供应，同时收紧银根，使不少商家因资金周转失灵而纷纷破产。[8]1950年3月，政务院决定统一全国财政收入、物资调度、现金管理。还决定紧缩编制、清理仓库、加强税收、发行公债、节约开支等。

## 土地改革
1950年6月，中央人民政府委员会颁布了由中共中央提出的《中华人民共和国土地改革法》，在占全国人口大多数的农村地區开展土地改革运动。从1950年冬到1952年底，大陸除一部分少数民族地区外，土地改革基本完成，大地主階級與傳統鄉紳基本退出了歷史舞臺。在约有3500万人口的少数民族地区，中共决定依託不同的方案，用更长的时间，采取适合各少数民族特点的政策和措施。尤其是在西藏地區，最終是通過協約剝奪達賴喇嘛和班禪在西藏的領導權完成任務的。后來1959年西藏長期領導人不滿於中共的行爲发动反對中共的反抗運動，中共在平叛的同时，开始在西藏地区进行社會政治結構改革並強行推行農業合作化，至1960年10月基本完成。这标志着中国少数民族地区以土地改革为中心的改革任務基本结束。

## 國企組織改革
國營企業組織改革的重點在工礦交通企業。在改革中，中共爲使國家經濟得到一定程度改善，對國企進行了管理機構、運行機制、生產效能方面的諸多改革，使得國企逐漸成爲國家控制人力和物力的形式之一，對國家計劃指令言聽計從。然而，集權管理體制的弊端也逐渐暴露，過於嚴格的管控對國企自主經營能力的破壞和勞動成果分配上的絕對平均主義對職工積極性的壓制帶來了一系列問題。但總體來看，初期國企改革也是中共嘗試依託蘇聯模式治理國家的嘗試之一，對於日後中共其他經濟領域改革(如一五計劃、三大改造等)有一定借鑑作用。

## 外部鏈接
1. ↑  . www.thepaper.cn.   [2022-05-19]. （原始内容存档于2022-05-28）.
2. ↑  . www.safe.gov.cn.   [2022-05-19].
3. ↑  . www.xinhuanet.com.   [2022-05-19]. （原始内容存档于2022-05-28）.
4. ↑  國家統計局. . 国家统计局综合司. 2019-07-01  [2022-05-19]. （原始内容存档于2021-04-05）.
5. ↑  . www.gd.gov.cn.   [2022-05-19]. （原始内容存档于2022-05-19）.
6. ↑  . m.thepaper.cn.   [2022-05-19]. （原始内容存档于2022-05-25）.
7. ↑  . www.dswxyjy.org.cn.   [2022-05-19].
8. ↑  张侃.  (PDF). China Academic Journal Electronic Publishing House.   [2022-05-19]. （原始内容 (PDF)存档于2022-05-19）.
9. ↑  . www.gd.gov.cn.   [2022-05-19]. （原始内容存档于2022-05-19）.
10. ↑  . www.gd.gov.cn.   [2022-05-19]. （原始内容存档于2022-05-19）.
11. ↑  . www.gd.gov.cn.   [2022-05-19]. （原始内容存档于2022-05-23）.
12. ↑  . www.gov.cn.   [2022-05-19]. （原始内容存档于2022-01-21）.
13. ↑  . ww2.usc.cuhk.edu.hk.   [2022-05-19]. （原始内容存档于2022-02-22）.
14. ↑  . www.gov.cn.   [2022-05-19]. （原始内容存档于2022-02-02）.
15. ↑  . Radio Free Asia.   [2022-05-19]. （原始内容存档于2022-05-28） （中文（香港））.
16. ↑  何江川.  (PDF). 厦门大学经济学院.   [2022-05-19]. （原始内容 (PDF)存档于2022-05-19）.